# Schloss Großheppach

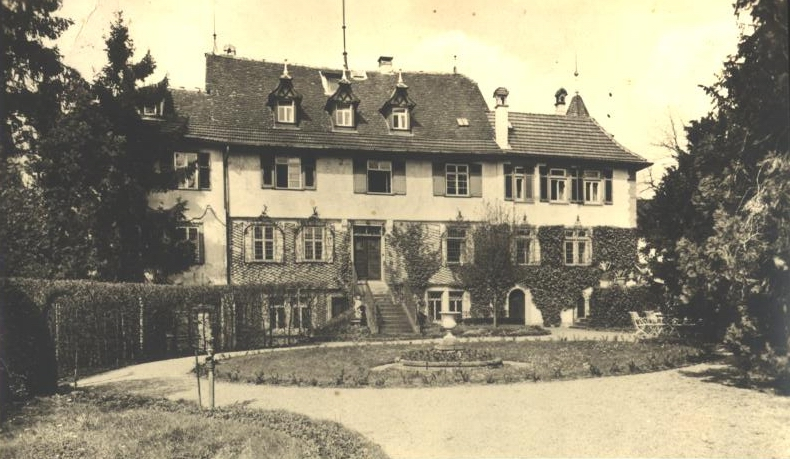
Schloss Großheppach um 1930

Schloss Großheppach (auch das Schloss ohne Namen oder Schloss Gaisberg). ist ein Renaissanceschlösschen aus dem 16. Jahrhundert. Es ist Wahrzeichen des Remstaler Stadtteils Großheppach in Weinstadt in Baden-Württemberg. Die geographische Lage ist 48.793032°, 9.400491°.

## Geschichte

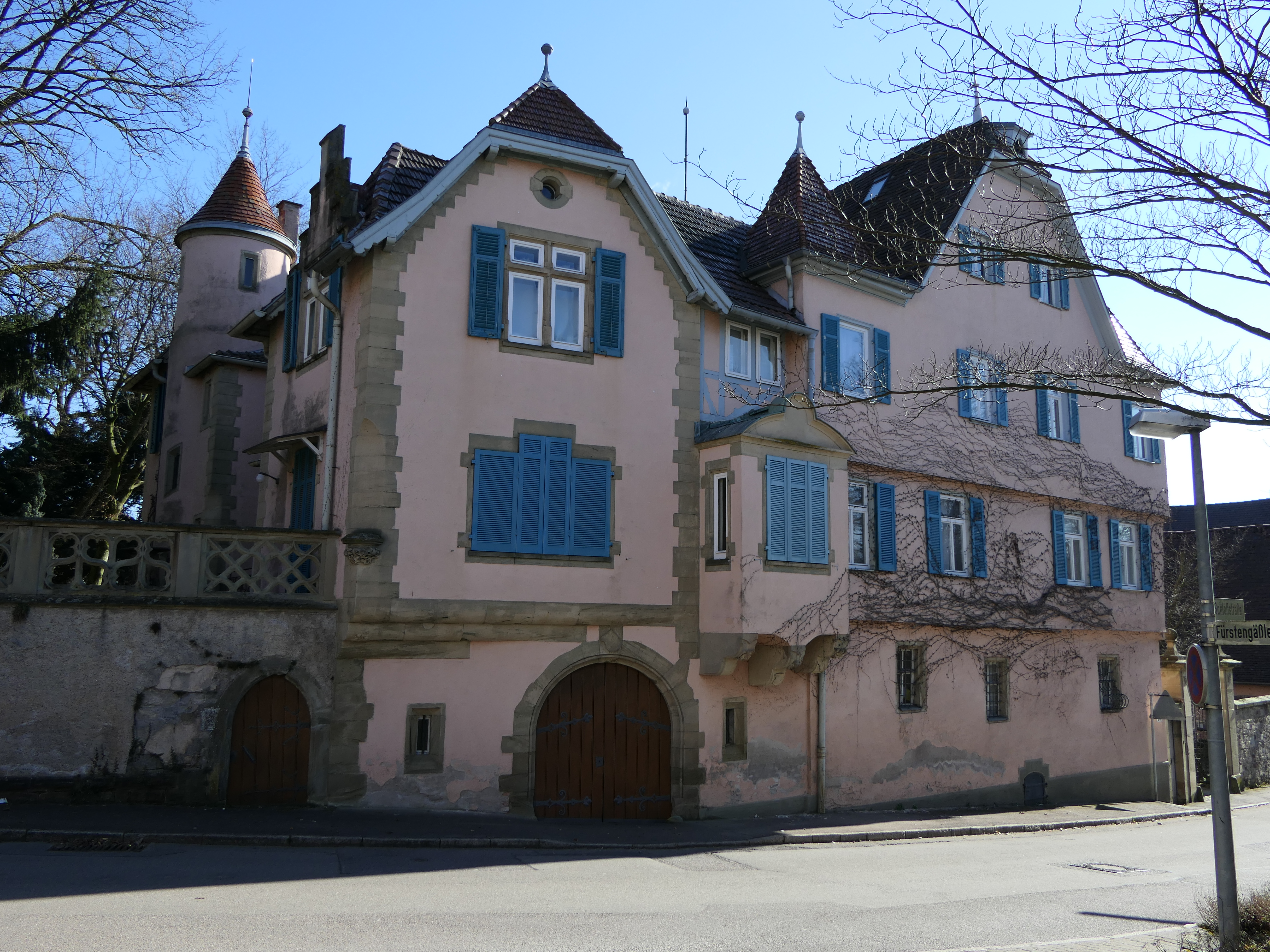
Hauptgebäude heute

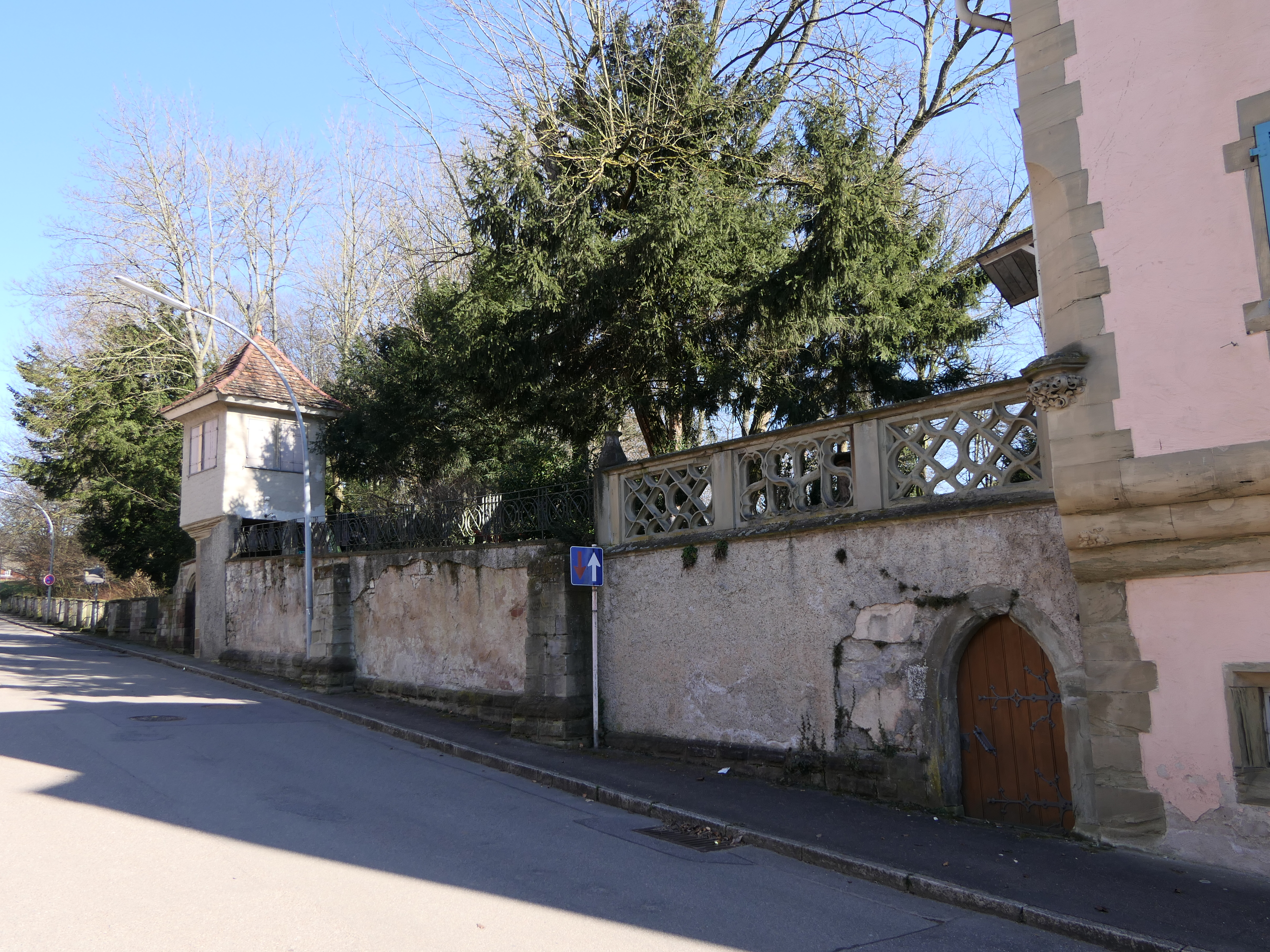
Teile der Wehrmauer

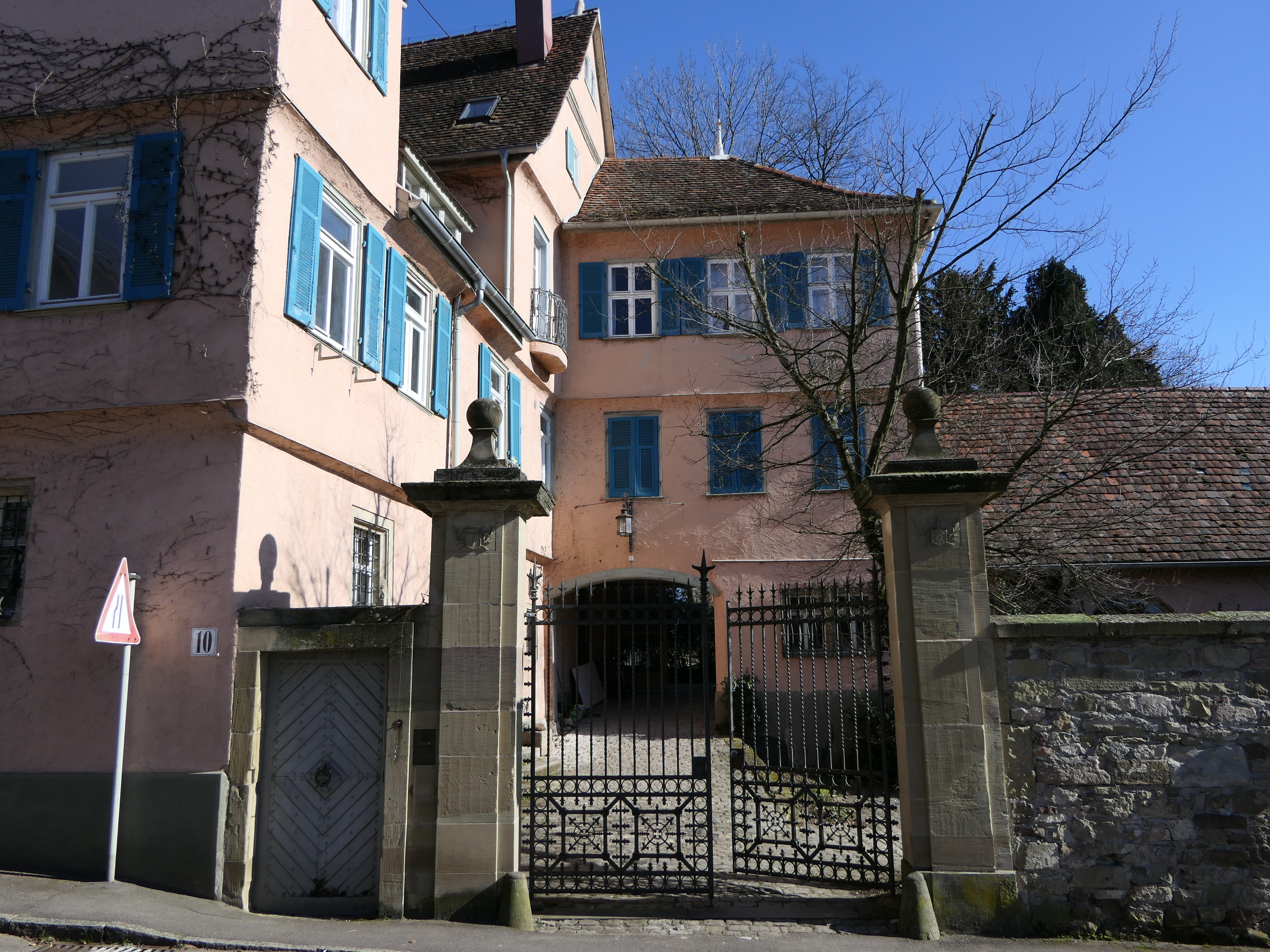
Hauptportal und Torhaus

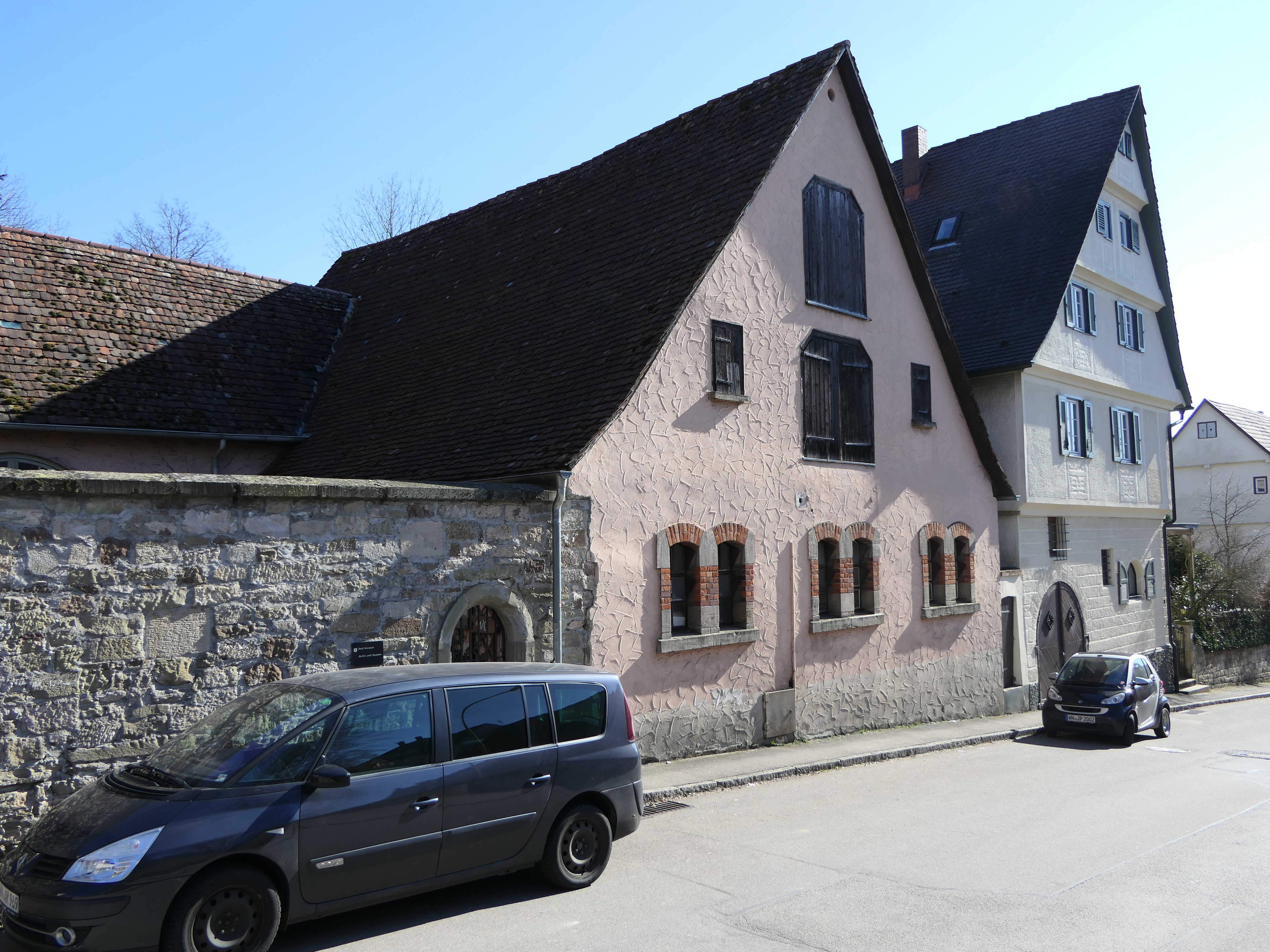
Stadtarchiv Außenansicht

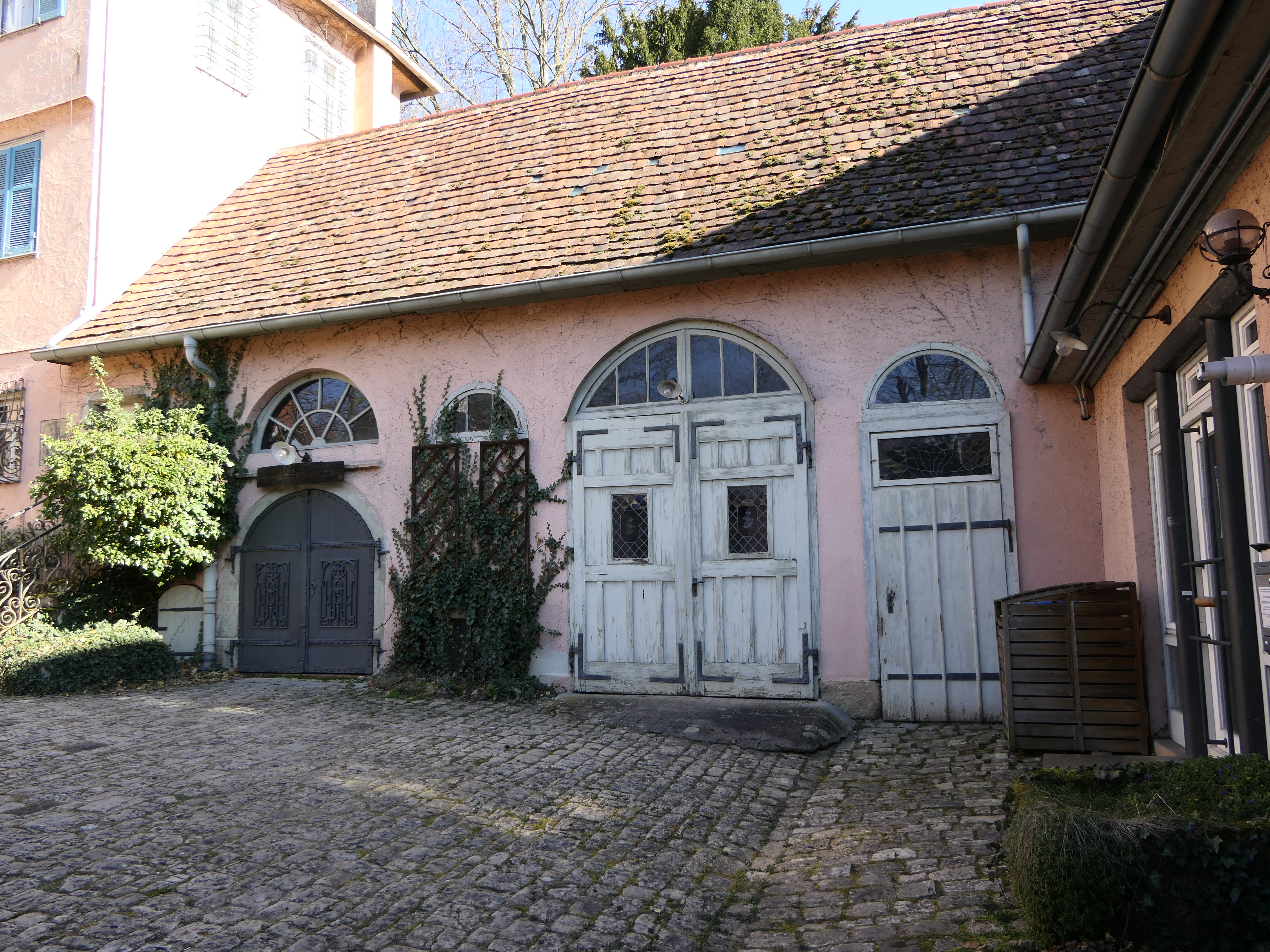
Wirtschaftsgebäude mit Zugang zum historischen Schlosskeller

Die ersten Elemente des Schlosses wurden im Jahre 1593 durch den Württembergischen Kanzler Martin Eichmann aus einem Bürgerhaus erbaut. In diesem ersten Bauabschnitt wies das Hauptgebäude einen quadratischen Grundriss auf. Zusätzlich wurden eine Wehrmauer sowie zwei Torhäuser gebaut. Davon eines mit Gefängnis, da zu diesem Zeitpunkt die niedere Gerichtsbarkeit bei den Besitzern lag. Sowohl Wehrmauer als auch Torhäuser sind bis heute erhalten, auch wenn sie diverse Umbaumaßnahmen erfahren haben. Ihr heutiger Zustand entspricht der Biedermeierzeit.
Im Jahre 1655 begann der zweite Bauabschnitt des Geländes. Das Hauptgebäude erhielt nun einen rechteckigen Grundriss und wurde erstmals bildlich auf einem Gemälde von Kieser im Jahre 1682 dargestellt. Die heutige Form erhielt das Schloss im Jahre 1750, als weitere Seitenflügel angebaut wurden. Zu diesem Zeitpunkt wurden auch diverse Wirtschaftsgebäude errichtet.
Im Jahre 1893 begann der vierte Bauabschnitt, dabei wurde ein letzter neogotischer Anbau errichtet, das Treppenhaus im neogotischen Stil erbaut, sowie in Gestalt der Türme dem Historismus gefolgt. Der alte kleine Pferdestall wurde in ein Gartenhäuschen umgebaut, und ein neuer dreistöckiger Pferdestall wurde errichtet. Nach 1930 wurde das Gelände größtenteils sich selbst überlassen, und diverse Gebäude verfielen. Seit 1980 wurde mit der Sanierung begonnen, die bis heute andauert. So wurde der Pferdestall renoviert und in ein Wohnhaus umgebaut. Die Torhäuser und Wirtschaftsgebäude wurden saniert. Die Mauern und Dächer wurden instand gesetzt sowie die Gebäude mit einer Heizung versehen. Dabei stand der Denkmalschutz an oberster Stelle. So wurde beispielsweise Wert darauf gelegt, dass die Ziegel der Gebäude aus original handgezogenen Biberschwänzen der entsprechenden Periode bestehen. Im heutigen Zustand ist das Gelände zwar noch nicht vollständig renoviert, aber es weist keine größeren Schäden mehr auf. Der Park orientiert sich in seinem Zustand an einem Englischen Park, das heißt, er ist naturnah, aber gepflegt. Dies ermöglicht vielen Tieren ein Rückzugsgebiet. Hervorzuheben ist besonders der Mammutbaum innerhalb des Parks, der zur gleichen Zeit wie die Mammutbäume der Stuttgarter Wilhelma gepflanzt wurde; vielleicht in Verbindung mit einer Liebesgeschichte zwischen Wilhelm I. von Württemberg und der nicht hochadligen Therese von Abel aus Großheppach. Heimliche Treffen im Großheppacher Schlossgarten, eine Audienz bei Napoleon um eine Heirat zu erwirken und eine heimliche Schwangerschaft waren die Folge der Begegnungen von Therese und dem Württemberger Kronprinzen.

## Besitzer
Das Schloss hatte viele verschiedene Eigentümer, dabei handelte es sich nicht um Württemberger bzw. schwäbische Familien, sondern sie stammten aus Mecklenburg, Holland, Hannover, Weimar, Franken, Bayern und Österreich. Die lange Baugeschichte erklärt sich dadurch, dass das Gelände immer über die weibliche Linie vererbt wurde. Damit wechselte zwar immer der Name der Eigentümer, das Schloss blieb aber in Familienbesitz. Die eingeheirateten Männer machten das Gelände dann zum Familiensitz und bauten es nach ihren Vorstellungen immer wieder um.
Bei den Eigentümern handelte es sich primär nicht um Adelige, sondern um Ehrbarkeit, also bürgerliche Oberschicht. Zwischen 1650 und 1750 war das Gelände ein Freigut mit häufigem Eigentümerwechsel.
Ab 1749 war das Gelände im Besitz der Familie Stockmayer, deren Nachkommen das Gelände heute noch gehört. Die derzeitigen Eigentümer sind die Ur-Ur-Ur-Enkel von Johann Friedrich Stockmayer. Auf Grund der Vererbung über die weibliche Linie wohnten im Laufe der Jahrhunderte Vertreter der Familien Eichmann, Stockmayer und Abel auf dem Gelände. Die größte Ausdehnung hatte das Gelände um 1800, als viele Häuser in Großheppach sowie sämtliche Weinberge zum Schloss gehörten.
Ab 1865 verringerte sich der Besitz und erhielt ein neues Zwischenhoch um 1900, als Freiherr von Gaisberg-Helfenberg einheiratete.

## Nutzung
Heute befindet sich das Gelände im Besitz der gemeinnützigen Charlotte-von-Gaisberg-Stiftung, deren Namensgeberin Charlotte Freifrau von Gaisberg-Helfenberg geb. von Göben ist. Ziel dieser Stiftung ist die Erhaltung des Geländes in seinem überkommenen Zustand sowie die behutsame Renovierung. Sämtliche Gebäude werden benutzt. Das Haupthaus wird immer noch von den Eigentümern von Gaisberg bewohnt. Daneben befindet sich das Stadtarchiv auf dem Gelände des Schlosses. Gleichzeitig soll das Gelände der Allgemeinheit zugänglich gemacht werden, was durch Führungen anlässlich des Tages des Denkmals sowie der Nacht der Keller oder dem jährlichen Schlossgartenkonzert realisiert wird. Außerdem finden Vorträge zugunsten von Hilfsprojekten in Entwicklungsländern statt.
500 Jahre nach der Rebellion des Armen Konrads dient das „Schloss Gaisberg“ als Kulisse für das von Barbara Schüßler geschriebene Stück „Schwaben-Aufstand“, das von der Laienspielgruppe Hebebühne als Theaterspaziergang aufgeführt wird.